# Welser Autobahn
L'autostrada austriaca A25, chiamata anche Welser Autobahn, parte da Ansfelden, fino ad arrivare a Wels. L'autostrada è lunga 20 km.

## Percorso
|      |                                       |    |                |  |  |
| Tipo | Indicazione                           | Km | Strada europea |  |  |
|      | Barriera Haid                         | 0  |                |  |  |
|      | Weißkirchen an der Traun              | 9  |                |  |  |
|      | Marchtrenk, Wels-Ost                  | 12 |                |  |  |
|      | ÖBB-Terminal, area di servizio "Wels" | 13 |                |  |  |
|      | Wels-Nord                             | 17 |                |  |  |
|      | Barriera Wels                         | 20 |                |  |  |